# Trollsjön (Silvbergs socken, Dalarna)
Trollsjön är en sjö i Säters kommun i Dalarna och ingår i Dalälvens huvudavrinningsområde.